# Wrong Is Right
Wrong Is Right (bra: O Homem com a Lente Mortal; prt: O Homem das Lentes Mortais) é um filme estadunidense  de 1982, dos  gêneros aventura, comédia, drama e suspense, dirigido e roteirizado por Richard Brooks, baseado no livro The Better Angels, de CharlesMcCarry.

## Sinopse
A investigação de um repórter do roubo e venda de dois artefatos nucleares por terroristas, o envolve em uma busca internacional que envolve líderes políticos, militares e religiosos, e pode desencadear uma terceira guerra mundial.

## Elenco
- Sean Connery ....... Patrick Hale
- George Grizzard ....... presidente Lockwood
- Robert Conrad ....... general Wombat
- Katharine Ross ....... Sally Blake
- G.D. Spradlin ....... Philindros
- John Saxon ....... Homer Hubbard
- Henry Silva ....... 	Rafeeq
- Leslie Nielsen ....... Mallory
- Robert Webber ....... Harvey
- Rosalind Cash ....... Mrs. Ford
- Hardy Krüger ....... Helmut Unger
- Dean Stockwell ....... hacker
- Ron Moody ....... rei Awad
- Cherie Michan ....... Erika
- Tony March ....... Abu